# Flo August
Flo August (bürgerlich Florian Kiermaier) ist ein Produzent und Songwriter.

## Leben und Arbeit
Flo August stammt aus München. Er spielte in der Band Claire. Er unterschrieb einen Plattenvertrag bei Capitol in Großbritannien und Astralwerks in den USA. Er trat auf Festivals wie The Great Escape, Eurosonic und SXSW auf.
Flo schrieb bei sechs Nummer-1-Alben der Offiziellen Deutschen Charts mit bzw. produzierte, sowie die Nummer-1-Single „Der letzte Song (Alles wird gut)“ von KUMMER. Auch für Nina Chuba, Casper und Kraftklub schreibt und produziert er. Neben der Zusammenarbeit mit Künstlern komponiert er Musik für Film und Fernsehen sowie Werbemusik für Marken wie BMW, Armani und Hugo Boss.

## Autorenbeteiligungen und Produktionen
Flo August als Autor A und Produzent P in den Charts

| Jahr | Titel Interpretation                                         | Höchstplatzierung, Gesamtwochen, AuszeichnungChartplatzierungen (Jahr, Titel, Interpretation, Platzierungen, Wochen, Auszeichnungen, Anmerkungen) | Höchstplatzierung, Gesamtwochen, AuszeichnungChartplatzierungen (Jahr, Titel, Interpretation, Platzierungen, Wochen, Auszeichnungen, Anmerkungen) | Höchstplatzierung, Gesamtwochen, AuszeichnungChartplatzierungen (Jahr, Titel, Interpretation, Platzierungen, Wochen, Auszeichnungen, Anmerkungen) | Anmerkungen                                                |
| Jahr | Titel Interpretation                                         | DE | AT | CH | Anmerkungen                                                |
| ---- | ------------------------------------------------------------ | --- | --- | --- | ---------------------------------------------------------- |
| 2021 | Der letzte Song (Alles wird gut) A, P Kummer feat. Fred Rabe | DE1 Platin · (54 Wo.)DE | AT15 ×2Doppelplatin · (24 Wo.)AT | CH36 (10 Wo.)CH | Erstveröffentlichung: 31. März 2022 Verkäufe: + 460.000    |
| 2022 | Ein Song reicht A, P Kraftklub                               | DE20 (7 Wo.)DE | AT35 (1 Wo.)AT | — | Erstveröffentlichung: 31. März 2022                        |
| 2022 | Ich hass dich A, P Nina Chuba feat. Chapo102                 | DE8 Platin · (87 Wo.)DE | AT12 Platin · (8 Wo.)AT | CH31 Gold · (4 Wo.)CH | Erstveröffentlichung: 7. Oktober 2022 Verkäufe: + 640.000  |
| 2022 | Glatteis A, P Nina Chuba                                     | DE19 Gold · (20 Wo.)DE | AT53 Gold · (3 Wo.)AT | CH74 (1 Wo.)CH | Erstveröffentlichung: 2. Dezember 2022 Verkäufe: + 315.000 |
| 2024 | 80qm A, P Nina Chuba                                         | DE15 (7 Wo.)DE | AT25 (4 Wo.)AT | CH38 (2 Wo.)CH | Erstveröffentlichung: 24. Mai 2024                         |
| 2024 | Fata Morgana A, P Nina Chuba                                 | DE2 Gold · (… Wo.)DE | AT3 Gold · (24 Wo.)AT | CH7 (11 Wo.)CH | Erstveröffentlichung: 8. November 2024 Verkäufe: + 315.000 |
| 2025 | Unsicher A, P Nina Chuba                                     | DE3 (… Wo.)DE | AT1 (… Wo.)AT | CH2 (… Wo.)CH | Erstveröffentlichung: 4. April 2025                        |
| 2025 | Wenn das Liebe ist A, P Nina Chuba                           | DE2 (… Wo.)DE | AT2 (… Wo.)AT | CH6 (… Wo.)CH | Erstveröffentlichung: 30. Mai 2025                         |
| 2025 | Wenn ich tot bin, fang ich wieder an P Kraftklub             | DE- (… Wo.)DE | AT- (… Wo.)AT | CH- (… Wo.)CH | Erstveröffentlichung: 8. August 2025                       |